# Marta Mierendorff
Marta Inge Mierendorff (* 30. Mai 1911 in Berlin; † 2002 in Los Angeles) war eine in Deutschland geborene US-amerikanische Soziologin, Theaterwissenschaftlerin und Exilforscherin.

## Leben
Marta Mierendorff wurde 1911 in Berlin-Charlottenburg in einer Arbeiterfamilie geboren. Nach einer Lehre als Verkäuferin begann sie Stenografie und Maschineschreiben zu lernen und arbeitete als Bürokraft. 1932 lernte sie den Jurastudenten Gottfried Salomon kennen, der aufgrund seiner jüdischen Herkunft kurz nach der sogenannten Machtergreifung der Nationalsozialisten zwangsexmatrikuliert wurde. 1939 verlobten sie sich. Ende der 1930er Jahre gründete Mierendorff ein eigenes Schreibbüro, auch um die Anwesenheit Salomons zu verschleiern. Doch Salomon gab diesen Schutz 1943 auf, um freiwillig seine Mutter nach Theresienstadt zu begleiten. Er wurde 1944 im KZ Auschwitz ermordet.
Anfang 1944 wurde Marta Mierendorff als Stenotypistin zu den Steinbildhauerwerkstätten Arno Breker GmbH im Oderbruch bei Wriezen dienstverpflichtet. Dort war sie bis Februar 1945, kurz bevor die sowjetische Armee die Werkstätten erreichte, tätig. Nach dem Krieg versuchte sie in Gegendarstellungen Brekers Schönfärbung der Zwangsarbeit in seinem der NS-Propaganda dienenden Großbetrieb zu wenden, fand aber in der Öffentlichkeit der Bundesrepublik Deutschland kaum Gehör.
1943 hatte Marta Mierendorff in Berlin ein Studium der Soziologie begonnen, das sie 1949 mit der Promotion an der Humboldt-Universität abschließen konnte.

„In den folgenden Jahren engagierte sie sich bei der Gewerkschaftsbewegung und gründete 1954 gemeinsam mit dem abstrakten Maler Heinrich Tost das ‚Institut für Kunstsoziologie‘ in Berlin, mit dem Ziel, in der Kunsterziehung den Folgen der nationalsozialistischen Kunstlehre entgegenzuwirken und damit zu einer Demokratisierung des Kunst- und Kulturlebens beizutragen. Auch engagierte sie sich für die Anerkennung von Ehen, die während der NS-Zeit im Untergrund geschlossen worden waren und erreichte deren nachträgliche Legitimierung – und damit auch die Anerkennung ihrer eigenen Ehe mit Gottfried Salomon, die sie im August 1939 geschlossen hatten.“

1963 wanderte sie mit ihrem Lebensgefährten, dem US-amerikanischen Schauspieler und Theaterdirektor Walter Wicclair, in die USA aus und widmete sich zusammen mit ihm an der University of Southern California (USC) der wissenschaftlichen Erforschung der Tätigkeiten deutscher Exilkünstler in Kalifornien. 1978 erhielt sie die amerikanische Staatsbürgerschaft und wurde 1980 mit dem Bundesverdienstkreuz Erster Klasse ausgezeichnet. 1984 wurde Marta Mierendorff emeritiert.

## Publikationen
- Einführung in die Kunstsoziologie. Wiesbaden: VS Verlag für Sozialwissenschaften, 1957. ISBN 978-3-322-98312-1
- German Jewish Club of 1933, Los Angeles. Ein vergessenes Kapitel der Emigration. Radio-Essay des Süddeutschen Rundfunks. Stuttgart 1966 (Datenblatt; PDF; 30,4 MB; Scan des Typoskripts).
- Hrsg. mit Walter Wicclair: Im Rampenlicht der „dunklen Jahre“. Aufsätze zum Theater im „Dritten Reich“, Exil und Nachkrieg (= Sigma-Medienwissenschaft, Band 3). Berlin: Ed. Sigma, 1989. ISBN 3-924859-92-2.
- William Dieterle. Der Plutarch von Hollywood. Berlin: Henschel, 1993. ISBN 3-89487-177-6.